# Limnophila villosa
Limnophila villosa är en grobladsväxtart som beskrevs av Carl Ludwig von Blume. Limnophila villosa ingår i släktet Limnophila och familjen grobladsväxter. Inga underarter finns listade i Catalogue of Life.